# 난징 1937
난징 1937(南京1937, Don't Cry, Nanking)은 홍콩에서 제작된 오자우 감독의 1995년 드라마, 전쟁 영화이다. 진한 등이 주연으로 출연하였고 오우삼 등이 제작에 참여하였다.

## 출연

### 주연
- 진한
- 사오토메 아이

### 조연
- 유약영

## 제작진
- 미술: 노기
- 미술: 주강
- 미술: 장효빈
- 제편: 곽목성
- 책획: 여숙
- 책획: 왕룡위

## 같이 보기
- 일본이 저지른 전쟁 범죄